# Суя (напій)
Суя або масляний солоний чай (англ. Suja; Tibetan: བོད་ཇ་, Wylie: bod ja, «Tibetan tea»), cha süma (Tibetan: ཇ་སྲུབ་མ་, Wylie: ja srub ma, «churned tea»), Mandarin Chinese: sūyóu chá (酥油茶) or gur gur in the Ladakhi language) — традиційний напій жителів Непалу, Бутану, Індії. Є найбільш поширеним на Тибеті. Традиційно цей напій готують з чайного листя, води, масла з молока яка та солі.

## Приготування

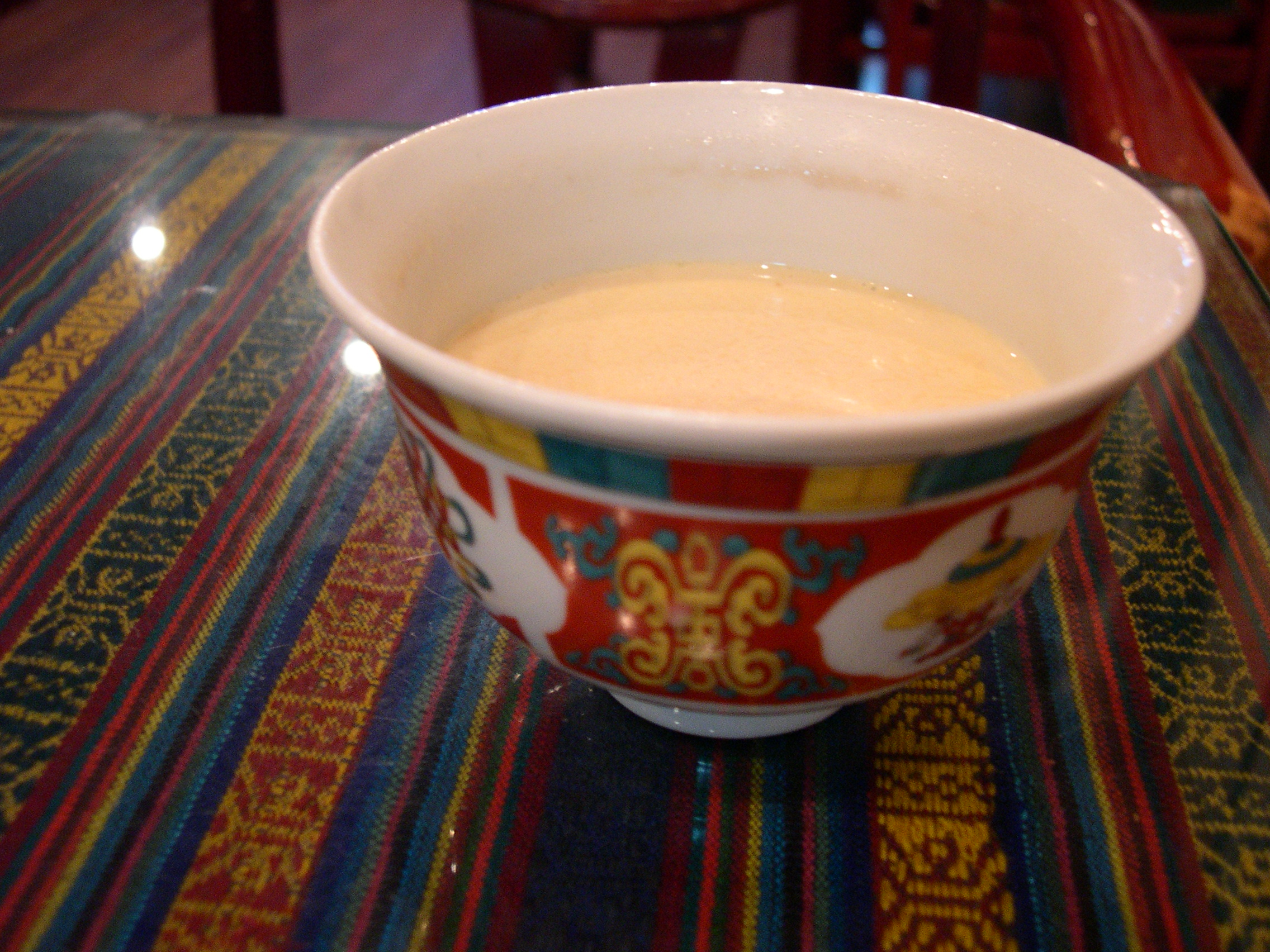
Тибетський масляний чай

Рецептів приготування такого напою є багато. Але за традиціями, щоб приготувати справжній чай суя, потрібно півдня кип'ятити чайне листя, аж поки вода не стане темно-коричневого кольору. Після цього потрібно злити воду у ємність зі свіжим маслом яка і сіллю та струсити. І, нарешті, розлити отриманий напій у горщики. Сьогодні здебільшого через низьку ціну та поширеність використовують чай в пакетиках та коров'яче масло, готуючи все це в блендері.

## Звичаї та традиції
- Історія масляного чаю почалась ще у 7 столітті на Тибеті, а найбільш поширеним він став у 13 столітті. Зараз цей напій є невід'ємною частиною життя жителів Тибету. Через це те що він містить масло, він забезпечує організм енергією, яка вкрай необхідна тибетським монахам[3].
- Згідно тибетських традицій, суя п'ється не поспішаючи, маленькими ковтками. Чашка гостя ніколи не буде порожньою, бо господар завжди доливає чай. Якщо гість не хоче споживати напій, то краще до нього взагалі не торкатися. Так він не образить господаря[4].
- Масляний солоний чай є одним із основних інгредієнтів рецепту бутанських солодощів нгатрек голоп лхакпа.
- В Бутані суя споживається на Лосар (бутанський Новий Рік), релігійні свята, на весілля тощо[1].